# Phaneromerium minutum
Phaneromerium minutum är en mångfotingart som beskrevs av Sergei I. Golovatch 1994. Phaneromerium minutum ingår i släktet Phaneromerium och familjen Fuhrmannodesmidae. Inga underarter finns listade i Catalogue of Life.